# Araripe
Araripe es un municipio brasileño del estado del Ceará. Su población estimada en 2004 era de 21.550 habitantes. Posee un área de 1.327 km².
La zona es conocida en el mundo de la paleontología por la calidad de los fósiles de pteurossauros de las rocas de Araripe.

## Política
La administración municipal se localiza en la sede: Araripe.

## Subdivisión
El municipio tiene distritos: Araripe(sede), Alagoinha, Brejinho, Pajeú y Arroyo Grande

## Geografía

### Clima
Tropical caliente semiárido con un promedio de lluvias media de 640 mm con lluvias concentradas de enero a la abril.

### Hidrografía y recursos hídricos
Los principales cursos de agua son: arroyo Quinquelerê, represas Monte Bello y de la Alagoinha,